# 李绮
李绮（8世纪778年至788年间—833年4月7日），唐朝皇子，本名李浥，是唐顺宗李诵的第十一子，生母不详。
生年没有记载，当在长兄唐宪宗出生的778年之后。贞元四年（788年），李绮被祖父唐德宗封为河东郡王（《旧唐书》为德阳郡王，本名李湑）。贞元二十一年（805年），李绮被父亲唐顺宗封为和王，太和七年（833年）三月十四，李绮去世。